# بطة موسكوفية
بطة موسكوفية (الاسم العلمي: Cairina moschata) هو نوع من فصيلة بطية.